# Последний альбом (альбом Кати Чеховой)
Последний альбом — четвёртый и последний альбом проекта Катя Чехова. Солистка — Елена Хрящева. В записи сингла «Нежность» также участвовала Оксана Почепа, а в записи сингла «Нас больше не будет» —Большой Детский Хор имени Евгении Яворовской.

## Список композиций
1. «Я не знаю» (Агент Смит радио микс) - 3:50
2. «Я тебя люблю 2020» (Клубный микс) - 5:45
3. «Нежность» - 4:18
4. «Нас больше не будет» (Клубный микс) - 7:00
5. «Крылья 2020» (Агент Смит клубный микс) - 6:25
6. «Дождь» - 6:10
7. «Снегом 2009» (Агент Смит радио микс) - 3:27
8. Катя Чехова и Лебедев. ТВ — «Люди-города (Москва/Ростов)» - 6:20

## Видеоклипы
Видеоклип снят на сингл «Я тебя люблю 2020».